# Groupe fortifié du Saint-Quentin
Le groupe fortifié du Saint-Quentin, ou Feste Prinz Friedrich Karl, est un ouvrage militaire de la commune de Scy-Chazelles situé au nord-ouest de Metz sur le mont Saint-Quentin. Constitué des forts Diou et Girardin, il fait partie de la première ceinture fortifiée des forts de Metz et connut son baptême du feu, fin 1944, lors de la bataille de Metz.

## Contexte historique
Le groupe fortifié du Saint-Quentin appartient à la première ceinture fortifiée de Metz conçue pendant le Second Empire par Napoléon III. La première ceinture fortifiée de Metz se compose des forts de Saint-Privat (1870), de Queuleu (1867), des Bordes (1870), de Saint-Julien (1867), Gambetta, Déroulède, Decaen, de Plappeville (1867) et du Saint-Quentin (1867), la plupart inachevés ou à l’état de projet en 1870, lorsque la Guerre Franco-prussienne éclate. Durant l’Annexion, Metz, dont la garnison allemande oscillera entre 15 000 et 20 000 hommes au début de la période et dépassera 25 000 hommes avant la Première Guerre mondiale, deviendra progressivement la première place forte du Reich allemand.

## Construction et aménagements
Le groupe fortifié du Saint-Quentin est conçu dans l’esprit des « forts détachés », concept mis au point par le lieutenant-colonel du génie Raymond Adolphe Séré de Rivières en France et par Hans Alexis von Biehler en Allemagne. Le but était de former une enceinte discontinue autour de Metz faite de forts d’artillerie espacés d’une portée de canons. Le groupe fortifié s’étend sur 77 hectares, sur un plateau orienté d’ouest en est. Avec 72 bâtiments et une surface bâtie de 25 600 mètres carrés, c’est l’un des plus vastes ensembles fortifiés de la première ceinture des forts de Metz. Le groupe fortifié du Saint-Quentin n’a pas été conçu comme un « groupe fortifié » à l'origine, mais résulte de la réunion de deux forts de type classique, le fort Diou et le fort Girardin. Il fut partiellement construit par les Français entre 1868 et 1871 et largement développé par les Allemands entre 1872 et 1892. Sa position topographique sur le mont Saint-Quentin, dominant la ville de Metz, en faisait une position stratégique majeure pour les états-majors français et allemand. Il est séparé du fort de Plappeville par le col de Lessy.
Le groupe fortifié du Saint-Quentin se compose de trois parties, le fort Manstein, ou fort Girardin, à l’ouest, le fort Saint-Quentin au centre, et le fort Diou, ou Ostfort, à l’est. Le fort Diou, en forme de trapèze, fut construit par les Français de 1868 à 1870 et achevé par les Prussiens après 1872. Parmi les forts de Metz, c’est le seul ouvrage français conçu par le lieutenant-colonel Séré de Rivières. Le fort pouvait accueillir un contingent de 617 hommes et une quarantaine de pièces d’artillerie. Ses angles sont bastionnés et de profondes douves sèches en interdisent l’accès.
Sur le plateau proprement-dit, le Plateau Kaserne, ou fort Saint-Quentin, assure la jonction entre l’Ostfort et le fort von Manstein. Construit entre 1872 et 1874, il est entouré de fossés au nord et au sud. Le Plateau Kaserne se compose d’une caserne principale enterrée sur trois côtés, d’un magasin à poudre et de plusieurs fortins. Ces édifices sont reliés entre eux par des chemins couverts, où court une voie ferrée de 60 cm de large permettant à des wagonnets de transporter matériel et munitions. Derrière les parapets, de nombreuses rampes d’artillerie permettaient le positionnement de pièces d’artillerie en plein air.
Sur le mont Saint-Quentin, le groupe fortifié Saint-Quentin, a été inscrit partiellement sur l'inventaire supplémentaire des monuments historiques : ouvrages maçonnés ou bétonnés, organes métalliques d’observation et de défense, Système Séré de Rivières,,,,,,,. 
Des « œuvres d'art » dessinées ou peintes par des soldats allemands, français ou américains, sont disséminées à travers les deux ceintures de fortifications messines.
À l’ouest du plateau, les allemands construisent le fort von Manstein de 1872 à 1874, afin de contrôler la vallée de la Moselle vers le sud et le col de Lessy vers le nord. De forme pentagonale, le fort von Manstein est doté de douves sèches sur trois de ses côtés. Il pouvait accueillir un contingent de plus de 600 hommes et de nombreuses pièces d’artillerie derrière ses parapets. Il possède en outre plusieurs tourelles d’observation. Les travaux se poursuivent jusqu’en 1898.

## Affectations successives
Durant l’annexion, le fort est un camp d’entraînement pour les troupes prussiennes. À partir de 1890, la relève dans les forts est assurée par les troupes du XVIe Corps d’Armée stationnées à Metz et à Thionville. De 1914 à 1918, le fort est épargné par les combats. Il sert de relais pour les soldats allemands montant au front. Du fait de sa proximité avec la ville de Metz, le fort, repris par l’armée française en 1919, est en partie désaffecté avant la Seconde Guerre mondiale. En 1939, il sert de P.C. à la Défense aérienne du Territoire. Repris par les Allemands en juin 1940, il sert d’entrepôts et de terrain d’entraînement pendant la Seconde Guerre mondiale. Début septembre 1944, pendant la bataille de Metz, les troupes allemandes réorganisent sa défense, et l’intègre au dispositif défensif mis en place autour de Metz. De nouveau désaffecté après 1945, le fort reste pourtant en zone militaire interdite. Le fort Diou sert de relais hertzien depuis la construction d'une tour en 1953 pour relier l'émetteur de télévision de Strasbourg au réseau national. Cette tour a elle-même hébergé un émetteur de télévision local provisoire à partir du 14 mai 1955 jusqu'à la mise en service de l'émetteur régional de Luttange le 31 juillet 1956 Le groupe fortifié du Saint-Quentin est inscrit par arrêté depuis le 15 décembre 1989
Aujourd’hui, si l’accès aux anciens sites militaires est toujours interdit, car en cours de dépollution pyrotechnique, la Communauté d'agglomération de Metz-Métropole a lancé un chantier de restauration de longue haleine visant à mettre en valeur le patrimoine architectural et le patrimoine naturel de ce site emblématique

## Seconde Guerre mondiale
Bombardé à plusieurs reprises en 1944, le groupe fortifié du mont-Saint-Quentin n’est pourtant pas détruit. Hormis un bastion du fort Diou, et des constructions annexes dispersées sur le plateau, la plupart des casernes ont plutôt bien résisté aux bombes américaines. Mais dans la nuit du 31 août au 1er septembre 1944, deux casemates du fort, où des manuscrits et des incunables de la bibliothèque de Metz avaient été entreposés, sont incendiées, avec des stocks appartenant à l’intendance allemande.
Comme le fort de Plappeville, le groupe fortifié Driant ou le groupe fortifié Jeanne d’Arc, le groupe fortifié du mont-Saint-Quentin connaîtra son baptême du feu entre septembre et décembre 1944, au moment de la libération de Metz. Le 3 septembre 1944, le Generalleutnant Krause, alors commandant de la place forte de Metz, établit son poste de commandement de combat au fort de Plappeville. Ce fort est en effet situé au centre du dispositif défensif de Metz, bien défendu au sud par le fort von Manstein (Girardin), tenu à ce moment par le colonel von Siegroth. Durant ces trois mois de combats, le fort de Plappeville, placé sous le commandement du colonel d’artillerie Vogel, et celui du Saint-Quentin, commandé successivement par les colonels Von Siegroth, Richter et Von Stössel, se couvriront mutuellement, verrouillant l’accès des troupes américaines dans la vallée de la Moselle, à l’ouest de Metz. L’offensive américaine, lancée le 7 septembre 1944 sur la ligne ouest des forts de Metz tourne court. Les troupes américaines s’arrêtent finalement sur la Moselle, malgré la prise de deux têtes de ponts au sud de Metz. Buttant contre des forts mieux défendus qu’elles ne le pensaient, les troupes américaines sont maintenant à bout de souffle. Le général McLain, en accord avec le général Walker, décide de suspendre les attaques, en attendant de nouveaux plans de l’état-major de la 90e Infantry Division. Lorsque les hostilités reprennent en novembre 1944, après un mois pluvieux, les soldats de la 462e Volks-Grenadier-Division tiennent toujours solidement les forts de Metz, même si les ravitaillements se font plus difficilement, sous les tirs d’artillerie et des bombardements fréquents.
Le 9 novembre 1944, en guise de prélude à l’offensive sur Metz, pas moins de 1 299 bombardiers lourds B-17 et B-24 déversent 3 753 tonnes de bombes, de 1 000 à 2 000 livres, sur les ouvrages fortifiés et les points stratégiques situés dans la zone de combat de la IIIe armée. La plupart des bombardiers ayant largué leurs bombes sans visibilité, à plus de 20 000 pieds, les objectifs sont souvent manqués. À Metz, les 689 chargements de bombes destinés à frapper sept des forts de Metz désignés comme des cibles prioritaires, ne font que des dégâts collatéraux. Les fortifications enterrées, comme celles du mont Saint-Quentin, résistent bien aux bombardements américains, notamment aux bombes incendiaires. Malgré la combativité des troupes de la 462e division d’infanterie, les forts tombent cependant les uns après les autres, à la suite de combats ou plus simplement à court de vivres et de munitions.
L’assaut final sur Metz est donné à l’aube du 14 novembre 1944. Les obusiers de 105 mm du 359e Field Artillery Battalion ouvrent le feu sur le secteur situé de part et d’autre du groupe fortifié Jeanne-d’Arc, entre le fort François-de-Guise et le fort Driant, afin d’ouvrir la voie au 379e Infantry regiment dont l’objectif est d’atteindre la Moselle. L’attaque se concentre sur le fort Jeanne-d’Arc, qui finit par être encerclé par les troupes américaines. Après deux contre-attaques meurtrières, les hommes du Major Voss, appartenant à la 462e ID se replient bientôt sur le groupe fortifié Jeanne-d’Arc. Dans l’après-midi du 15 novembre 1944, les hommes du 1217e Grenadier-Regiment « Richter », formé par le régiment de sécurité 1010 et ceux du 1515e Grenadier-Regiment « Stössel » de la 462e Volksgrenadier division font plusieurs tentatives infructueuses pour repousser les Américains derrière la ligne Canrobert. Sous la pression, les soldats allemands finissent par décrocher, laissant derrière-eux de nombreux morts et blessés. Les grenadiers allemands, qui devait se retirer sur une ligne entre le point d’appui Leipzig et le fort de Plappeville se replient finalement en désordre vers Metz, ne laissant que des détachements dans les forts. Le 16 novembre 1944, l’attaque américaine se poursuit entre les forts Jeanne-d’Arc et François-de-Guise.
Au soir du 17 novembre 1944, la situation est critique pour le commandant de la place forte de Metz, le général Heinrich Kittel. Les hommes encore valides du Grenadier-Regiment 1215 « Stössel » sont maintenant cernés dans le groupe fortifié du Saint-Quentin. Le 18 novembre 1944, le 378e Infantry Regiment lance une première attaque simultanée sur les forts du Saint-Quentin et de Plappeville. Sur le plateau et dans le fort, les hommes de la 462e Volks-Grenadier-Division sont harassés par quatre jours de combats continus. Ils se défendent pourtant pied à pied sur le plateau, de casemates en casemates. Après un court répit, une seconde attaque américaine, plus meurtrière que la première, permet de prendre les abords du fort, contraignant les défenseurs à se terrer dans l’enceinte même du fort, pour se protéger des tirs de l’artillerie de campagne américaine disposée maintenant sur le plateau de Plappeville.
Le 19 novembre 1944, le 378e Infantry regiment de la 95e division d’infanterie attaque de nouveau frontalement le fort de Plappeville et le fort du Saint-Quentin. L’attaque échoue malgré la fougue des troupes américaines. Le 378e Infantry regiment est aussitôt relevé et remplacé, le lendemain, par le 379e Infantry regiment. Malgré l’appui d’un tir d’artillerie continu, les forts résistent encore face au 379e Infantry regiment. Le 21 novembre 1944, les deux batteries avancées, situées entre le groupe fortifié du Mont Saint-Quentin et le fort de Plappeville, sont finalement prises, mais les forts résistent toujours. Une attaque aérienne sur les deux forts est alors envisagée, mais elle est annulée le jour même, faute d’escadrilles disponibles. L’objectif principal de la 95e division d’infanterie étant maintenant la ville de Metz, les forts sont simplement encerclés et neutralisés par des tirs de couverture.
La ville de Metz est libérée le 22 novembre 1944, mais les forts de Plappeville et du Saint-Quentin résistent encore deux longues semaines, conformément aux ordres du Führer. Le fort du Saint-Quentin, qui compte encore 21 officiers, 124 sous-officiers et 458 hommes de troupe, se rend finalement le 6 décembre 1944 à la 5e division d’infanterie du général Irwin. Alors que la nuit tombe sur cette froide journée d’hiver, l’Oberst von Stossel remet symboliquement son Luger au commandant du 2e bataillon du 11e Infantry regiment, le lieutenant-colonel Dewey B. Gill, avant de partir en captivité avec ses hommes. Le fort de Plappeville, qui comptait plus de 200 hommes, se rendra à son tour le lendemain, 7 décembre 1944.
Le fort Jeanne-d’Arc fut le dernier des forts de Metz à déposer les armes, le 13 décembre 1944. La résistance allemande, déterminée, les intempéries et les inondations, inopportunes, ainsi qu’une tendance générale à mésestimer la puissance de feu des fortifications de Metz, ont contribué à ralentir l’offensive américaine, donnant l’occasion à l’armée allemande de se retirer en bon ordre vers la Sarre. L’objectif de l’état-major allemand, qui était de gagner du temps en fixant le plus longtemps possible les troupes américaines en avant de la ligne Siegfried, sera donc largement atteint.